# 푸뱌오
푸뱌오(Fu Biao, 1963년 9월 27일 ~ 2005년 8월 30일)는 중화인민공화국의 배우, 연극 배우, 영화배우, 텔레비전 배우이다.
베이징시에서 태어났다.

## 방송
- 대명궁사

## 영화
- 여포와 초선 - 접무천애 (2004년) - 왕윤 역
- 천하무적 (2004년)
- 대명궁사 (2000년)
- 행복한 날들 (2000년)
- 이쪽저쪽 (1997년)
- 트라이어드 (1995년)